# Annaberg (Basse-Autriche)
Pour les articles homonymes, voir Annaberg.
Annaberg est une commune et station de ski de taille moyenne, située dans le sud-ouest du Land de Basse-Autriche en Autriche.
Le domaine skiable, l'un des cinq plus vastes de Basse Autriche, est composé de deux sous-domaines reliés entre eux par les téléskis Reidl-Lift 4 et 5.
Alors que le domaine du Pfarrboden, desservi par un vieux télésiège deux places, est exposé au nord et offre une neige souvent gelée, le domaine du Hennesteck, desservi par un télésiège quatre places de conception plus moderne, offre une dénivelé de près de 400 mètres ainsi qu'un ensoleillement important.
Annaberg est membre du regroupement de stations de ski Skiregion Ostalpen.